# Il dittatore
Il dittatore (The Dictator) è un film del 2012 diretto da Larry Charles e con protagonista Sacha Baron Cohen. Quarto film con protagonista Baron Cohen dopo Ali G, Borat - Studio culturale sull'America a beneficio della gloriosa nazione del Kazakistan e Brüno, racconta la storia di un dittatore che rischia la vita per assicurarsi che la democrazia non possa mai arrivare nel suo paese "coscienziosamente" oppresso.
Il film è, in versione comica, ispirato al libro Zabibah e il Re scritto da Saddam Hussein ed è ironicamente dedicato alla memoria di Kim Jong-il.

## Trama
Per anni lo Stato immaginario africano di Wadiya (che nelle mappe corrisponde all'Eritrea) è stato sotto la dittatura dell'ammiraglio generale Hafez Aladeen, un despota infantile, violento, anti-occidentale, antisemita e circondato da guardie del corpo femminili. Aladeen si è sempre rifiutato di cedere il diritto di sfruttamento del proprio petrolio a multinazionali estere; dopo che il consiglio di sicurezza delle Nazioni Unite ha visto rifiutarsi il permesso di effettuare delle ispezioni atte a verificare l'assenza di armamenti nucleari, viene convocato all'assemblea generale dell'ONU a New York. Subito dopo il suo arrivo in albergo però viene rapito da Clayton, un sicario assunto da Tamir, zio di Aladeen.
Tamir provvede quindi a rimpiazzare il nipote con un sosia mentalmente ritardato di nome Efawadh, al fine di fargli firmare un documento costituzionale che dovrebbe trasformare lo Stato di Wadiya in una democrazia, ma anche con il secondo fine di garantirsi una percentuale sull'esportazione del petrolio e altre materie prime dal paese grazie ad un accordo segreto con loschi uomini d'affari. Clayton taglia la barba ad Aladeen in modo da renderlo irriconoscibile e involontariamente appicca un incendio, che però uccide invece lo stesso Clayton.
Sfuggito al sicario e trovandosi in mezzo alla strada tra i dimostranti contro la dittatura di Wadiya, Aladeen conosce l'attivista Zoey, alla quale si presenta come "Allison Burgers", che gli offre un lavoro credendolo un rifugiato politico. Aladeen rifiuta però il suo invito e continua a vagare per la città fino ad entrare in un bar di Little Wadiya dove incontra "Nuclear" Nadal, lo scienziato responsabile del programma nucleare di Wadiya, da cui era scappato dopo che Aladeen aveva dato ordine di giustiziarlo e che a New York aveva trovato un nuovo impiego come Mac Genius. Nadal si offre di aiutare Aladeen a patto che questo lo rimetta a capo del programma nucleare nazionale e che gli faccia costruire un ordigno atomico tondo, e i due escogitano un piano per sostituire il sosia.
Accortisi che è impossibile avvicinarsi all'hotel dove alloggiano i membri del consiglio, i due scoprono che Zoey ha un pass come fornitrice ufficiale degli alimenti per il personale di Wadiya, quindi Aladeen accetta il lavoro al suo negozio finché, innamorandosi di lei, le confida la sua vera identità, causando la successiva rottura della loro relazione. Aladeen e Nadal riprovano a introdursi nell'albergo, lanciando un rampino da un palazzo di fronte e calandosi nella stanza dove alloggia il sosia di Aladeen. Il vero Aladeen si sostituisce quindi al sosia e si presenta davanti alla commissione delle Nazioni Unite con in mano il nuovo statuto di Wadiya pronto per essere firmato.
Nello stupore generale però Aladeen strappa il foglio davanti alla commissione cominciando ad elogiare la dittatura finché in sala non arriva Zoey. Aladeen si ricrede, promettendo elezioni democratiche per scegliere il nuovo presidente dei Wadiya, e fa arrestare lo zio Tamir per tradimento. Furioso, Tamir estrae una pistola e spara verso Aladeen, ma il proiettile colpisce alla testa il sosia Efawadh, gettatosi a protezione del dittatore; il sosia, però, sopravvive, perché, come dice Aladeen, "la sua testa è vuota". Le elezioni che si svolgeranno saranno in realtà truccate e Aladeen tornerà al potere con quasi la totalità dei voti. Un anno dopo Aladeen si sposa con Zoey, scoprendo subito dopo il matrimonio che questa è ebrea. In un'intervista conclusiva Zoey annuncia di essere incinta, notizia a cui Aladeen risponde dicendo: «E avrai un maschio o un aborto?».

## Distribuzione
Il primo trailer ufficiale del film è stato distribuito online dalla Paramount Pictures il 14 dicembre 2011, giorno in cui venne messo online anche il primo trailer in lingua italiana. Successivamente, il 27 marzo 2012, è stato messo online attraverso il canale YouTube della Repubblica di Wadiya il secondo trailer internazionale del film, a cui è seguito poche ore dopo anche la versione in italiano dello stesso. Il 7 maggio 2012 è stato infine distribuito il Red Band trailer, ossia il trailer senza censure, della durata di tre minuti.
Il film doveva inizialmente uscire nelle sale statunitensi l'11 maggio 2012, ma a causa della concorrenza di Dark Shadows la Paramount ha successivamente spostato la data di uscita al 16 maggio. In Italia l'uscita inizialmente prevista l'11 maggio è stata posticipata al 15 giugno.

## Accoglienza
Il film ha ricevuto delle critiche tiepide, a causa dei riferimenti stereotipati inseriti nella pellicola, giudicati troppo estremisti anche per una commedia che dovrebbe presentarsi come parodia delle dittature mondiali. Il film ha comunque ricevuto un gran successo al box office, incassando 177547352 $ a fronte di un budget di circa 65 milioni di dollari.

## Riconoscimenti
- 2012 - Alliance of Women Film Journalists
  - Candidatura per il AWFJ Hall of Shame Award a Larry Charles
- 2013 - ASCAP Award
  - Top Box Office Films a Erran Baron Cohen

## Doppiaggio italiano
Nel doppiaggio italiano del film, nella scena in cui Aladeen è a letto con Megan Fox, quest'ultima gli dice che non può restare per un po' di coccole poiché per il giorno seguente dovrà copulare con un altro uomo politico. Nella versione originale, invece, dice chiaramente che dovrà andare con "the italian Prime Minister", ovvero con il Presidente del Consiglio dei ministri italiano, che al tempo delle riprese era Silvio Berlusconi.